# Cyberchase
Cyberchase è una serie televisiva a cartoni animati prodotta da Thirteen/WNET New York, Nelvana e Title Entertainment.

## Personaggi principali
- Jackie
- Matt
- Inez
- Digit
- Hacker
- Schedamadre
- Floppy
- Delete
- Dr. Marbles
- Bianca
- Harris

## Doppiatori
| Personaggi  | Doppiatori Original                                  | Doppiatori Italiani                            |
| ----------- | ---------------------------------------------------- | ---------------------------------------------- |
| Jackie      | Novie Edwards                                        | Serena Menegon                                 |
| Matt        | Jacqueline Pillon (1^ voce) Peyton Manning (2^ voce) | Stefano Brusa                                  |
| Inez        | Annick Obonsawin                                     | Anna Lana (1^ voce) Perla Liberatori (2^ voce) |
| Digit       | Gilbert Gottfried                                    | Davide Garbolino                               |
| Hacker      | Christopher Lloyd                                    | Mario Zucca                                    |
| Schedamadre | Kristina Nicoll                                      | Marina Thovez                                  |
| Floppy      | Len Carlson (1^ voce) Phil Williams (2^ voce)        | Andrea Zalone                                  |
| Delete      | Rob Tinkler                                          | Michele Di Mauro                               |
| Dr. Marbles | Richard Binsley                                      | Oliviero Corbetta                              |
| Bianca      | Bianca DeGroat                                       |                                                |
| Harry       | Matthew A. Wilson                                    |                                                |